# Яцек Бохенський

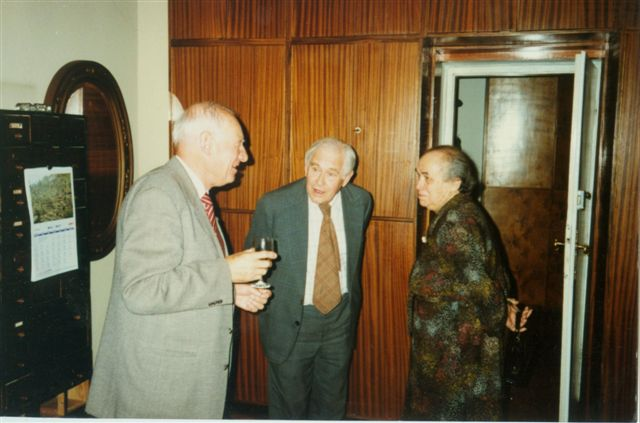
Яцек Бохенський, Ришард Матушевський, Ірена Шиманська, Польський Пен-клуб, Варшава, 1997 р.

Яцек Бохенський (пол. Jacek Bocheński; псевд. Адам Хоспер, Теодор Урсин; нар. 29 липня 1926, Львів) — польський письменник, прозаїк, есеїст, публіцист, перекладач з німецької і римської літератур; у 1997—1999 рр. голова  Польського Пен-клубу. Син письменника Тадеуша Бохенського.

## Біографія
Від 1949 до 1950 навчався у Державній вищій театральній школі  у Варшаві. Від 1947 до 1948 належав до Польської робітничої партії, а від 1948 до 1966 — до Польської об'єднаної робітничої партії. Від 1947 до 1949 був редактором листів «Trybuna Wolności» i «Pokolenie». Пізніше співпрацював із «Nową Kulturą», «Przeglądem Kulturalnym», «Życiem Warszawy». Від 1970 до 1974 перебував на літературних стипендіях в Італії та ФРН.
В 1950 році вступив до Союзу польських літераторів (від 1980 до 1983 був у головному управлінні Союзу польських літераторів). В 1955 році вступив  до Польського ПЕН-клубу. В 1981 році (до 1990 року) був керівником його ревізійної комісії, з 1995 року — віце-президент Польського ПЕН-клубу, a з 1997 року — президент клубу.
В 1977 році — співзасновник і головний редактор часопису «Zapis», який видавався поза цензурою (до 1981 року). Належав до Об'єднання наукових курсів (1978—1981). Від 1981 до 1982 був ув'язнений. У 1988—1990 рр. був членом громадянського комітету при Леху Валенсі.
Член Товариства польських письменників.
Проживає у Варшаві, в Урсинові.

## Нагороди
- Почесні нагороди Радіо Вільна Європа за найкращу національну книгу (за книги: Божественний Юлій 1962 р. і Табу 1965 р.)
- Премія «Солідарності» (за книгу Стан після занепаду; 1987)
- Командорський Хрест Ордену Відродження Польщі (1997)
- Нагорода Міністра Культури (2004)
- Нагорода Польського Пен-клубу ім. Яна Парандовського (2006)
- Золота медаль «За заслуги у культурі Gloria Artis» (2009)
- номінація до Літературної нагороди «Ніке» (2011) за Античність після античності
- Великий Хрест Ордену Відродження Польщі (2013)

## Творчість
| Рік видання | Переклад назви                                                                      | Оригінальна назва                                                                          |
| ----------- | ----------------------------------------------------------------------------------- | ------------------------------------------------------------------------------------------ |
| 1949        | Фіалки приносять нещастя (оповідання)                                               | Fiołki przynoszą nieszczęście (opowiadania)                                                |
| 1951        | З життя Німецької Демократичної Республіки (Чому за Одрою у нас є друзі) (репортаж) | Z życia Niemieckiej Republiki Demokratycznej (Dlaczego za Odrą mamy przyjaciół) (reportaż) |
| 1952        | Згідно з законом (оповідання; 1954 — 2 видання)                                     | Zgodnie z prawem (opowiadania; 1954 — 2 wydania)                                           |
| 1956        | Польська література в боротьбі за прогрес (лекція; Берлін)                          | Die polnische Literatur im Kampf um den Fortschritt (odczyt;Berlin)                        |
| 1956        | Подорож і трішки філософії(репортаж)                                                | Podróż i szczypta filozofii (reportaż)                                                     |
| 1957        | Факти і визнання (фейлетони)                                                        | Fakty i zwierzenia (felietony)                                                             |
| 1961        | Божествений Юлій. Замітки антикварія (повість про Юлія Цезаря)                      | Boski Juliusz. Zapiski antykwariusza (powieść o Juliuszu Cezarze)                          |
| 1963        | Прощання з панною Синґілю, або Слон і польська справа (повість)                     | Pożegnanie z panną Syngilu albo Słoń a sprawa polska (powieść)                             |
| 1965        | Табу (повість)                                                                      | Tabu (powieść)                                                                             |
| 1969        | Овідій Назон — поет (повість про Овідія)                                            | Nazo poeta (powieść o Owidiuszu)                                                           |
| 1982        | Криваві італійські смаколики (есеї)                                                 | Krwawe specjały włoskie (eseje)                                                            |
| 1987        | Стан після колапсу (повість про воєнний стан у Польщі 1981—1983)                    | Stan po zapaści (powieść o stan wojenny w Polsce 1981-1983 stanie wojennym w Polsce)       |
| 1991        | Аталанта — найкраща у світі бігунка (комікс)                                        | Atalanta najlepsza biegaczka świata (komiks)                                               |
| 1999        | Примхи літнього пана                                                                | Kaprysy starszego pana                                                                     |
| 2005        | Тринадцять європейських вправ                                                       | Trzynaście ćwiczeń europejskich                                                            |
| 2010        | Античність після античності                                                         | Antyk po antyku                                                                            |
| 2013        | Увіковічені (спогади)                                                               | Zapamiętani (wspomnienia)                                                                  |

## Громадська позиція
У 2018 підтримав звернення Європейської кіноакадемії на захист ув'язненого у Росії українського режисера Олега Сенцова